# Revsund
Revsund ist ein Kirchdorf (kyrkby) in der schwedischen Provinz Jämtlands län und der historischen Provinz Jämtland.
Das Dorf in der Gemeinde Bräcke liegt zwischen Brunflo und Gällö. Die nächste größere Stadt ist Östersund am See Storsjön.

## Geschichte
In Revsund sind bedeutende Funde aus der Wikingerzeit gemacht worden, die bis ins 11. Jahrhundert zurückreichen. So wurde zum Beispiel eine Tafel mit Runen aus dem 12. Jahrhundert entdeckt, die über die um diese Zeit erbaute Brücke am Revsund-See berichtet. Die Brücke reicht von Revsund bis nach Värviken. Sie wurde zu Ehren Eskils dem Hellen erbaut. Heute sind nur noch Überreste von ihr zu finden. Auf der Tafel steht, dass sie über 110 Fuß, das heißt etwa 35 Meter lang war und aus Holz und festem Granit bestand.